# Magic Slim

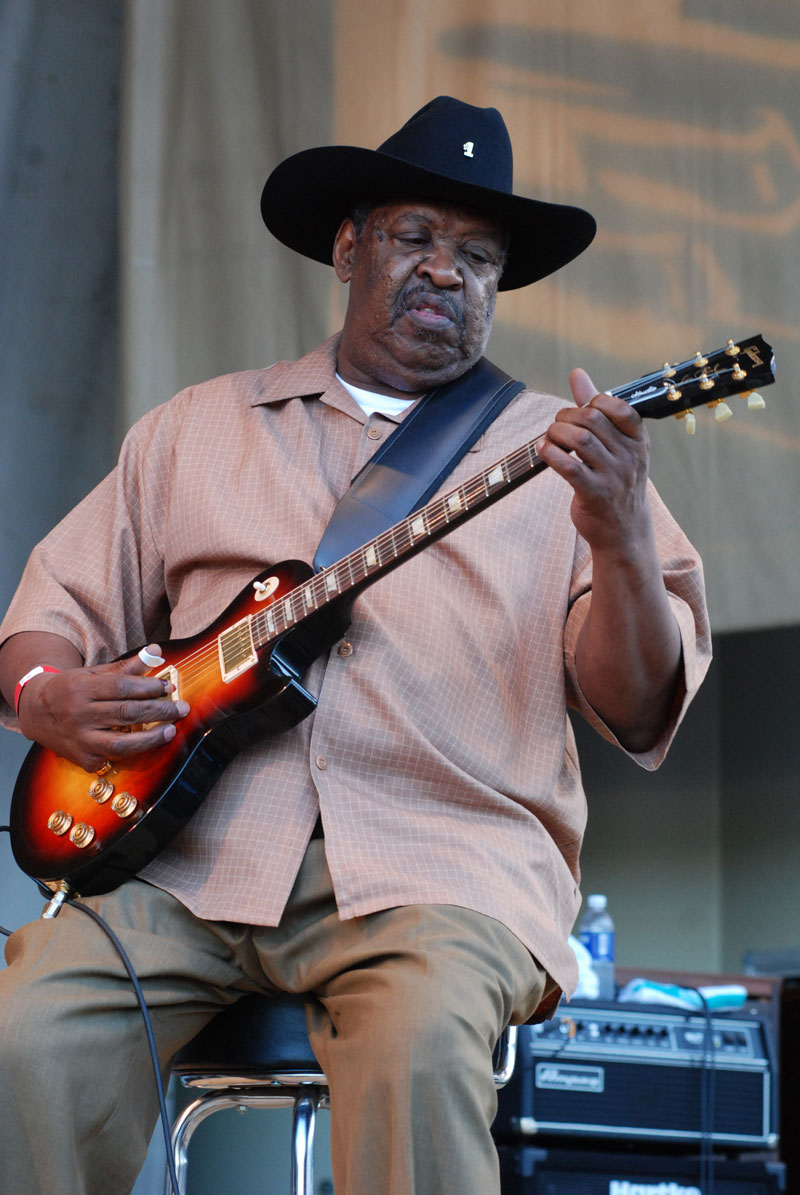
Magic Slim 2008

Magic Slim (eigentlich Morris Holt; * 7. August 1937 in Torrence, Mississippi, USA; † 21. Februar 2013 in Philadelphia, Pennsylvania, USA) war ein US-amerikanischer Blues-Gitarrist, Sänger und Songschreiber. Mit seiner Band „The Teardrops“ war er – neben Magic Sam – der bekannteste Vertreter des „West Side Chicago Blues“.

## Leben

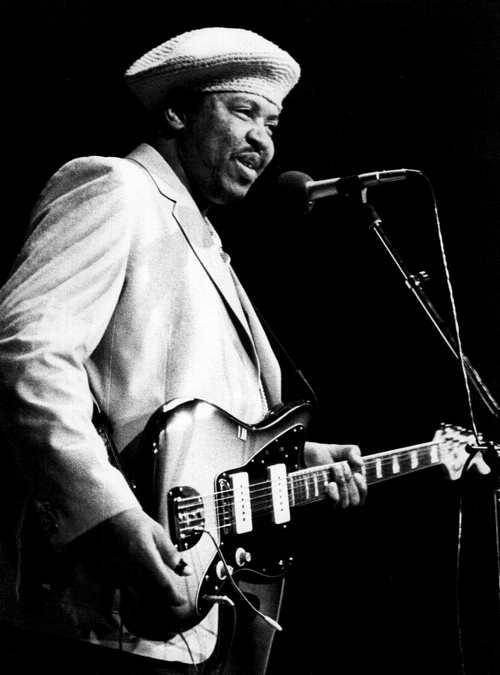
Magic Slim 1980

Ursprünglich spielte Magic Slim Klavier. Bei einem Unfall verlor er jedoch einen Finger und war daher dazu nicht mehr in der Lage. 1955 spielte er in Chicago einige Zeit in Robert Perkins Band „Mr. Pitiful & the Teardrops“, bevor er nach Mississippi zurückkehrte.
1965 versuchte er es mit seinen Brüdern Nick und Lee Baby erneut in Chicago. Als „Magic Slim & the Teardrops“ machten sie einige Aufnahmen und hatten beträchtlichen Erfolg. Der große Durchbruch gelang ihnen 1977 mit dem Album Born On A Bad Sign.
Magic Slim & the Teardrops wurden 2000 mit dem Living Blues Award und 2003 mit einem Handy Award als Bluesband des Jahres ausgezeichnet. Insgesamt hat Magic Slim im Lauf seiner Karriere sechs Handy Awards gewonnen (Stand: 2006).

## Werke
- 1977: Born On a Bad Sign (MCM)
- 1978: Let Me Love You (MCM)
- 1978: Highway is My Home (Black & Blue)
- 1978: Living Chicago Blues, Vol. 2 (Alligator)
- 1980: Liv ’n Blue (Cundy Apple CA)
- 1980: In the Heart of the Blues (Isabel)
- 1980: Doing Fine (Isabel)
- 1982: Raw Magic (Alligator)
- 1982: Essential Boogie (Rooster Blues)
- 1982: Grand Slam (Rooster Blues)
- 1990: Gravel Road (Blind Pig)
- 1992: 44 Blues (Wolf Records) mit John Primer und Bonnie Lee
- 1992: Spider in My Stew (Wolf Records) mit John Primer
- 1992: Blues Behind Closed Doors  (Wolf Records) mit John Primer und Billy Branch
- 1993: Magic Slim & The Teardrops (Wolf Records)
- 1994: Chicago Blues Session, Vol. 10 (Wolf Records)
- 1994: Don’t Tell Me About Your Troubles (Wolf Records)
- 1995: Zoo Bar Collection, Vol. 3 (Wolf Records)
- 1995: Alone & Unplugged
- 1995: Born On A Bad Sign
- 1996: Scufflin'  (Tone Zone Studios)
- 1997: Let Me Love You
- 1998: Zoo Bar Collection, Vol. 4: Spider in My Stew
- 1998: See What You're Doin' to Me (Wolf Records)
- 1998: Black Tornado (Blind Pig)
- 2000: Snakebite (Blind Pig)
- 2000: Chicago Blues Session, Vol. 18: Live on the Road (Wolf Records)
- 2002: Blue Magic (Blind Pig)
- 2005: Anything Can Happen (Blind Pig) (Live-Album)
- 2006: Tin Pan Alley (Wolf Records) (Compilation)
- 2006: That Ain’t Right (Delmark) Magic Slim & the Teardrops / Joe Carter mit Sunnyland Slim ursprünglich 1977 aufgenommen
- 2007: The Essential Magic Slim (Blind Pig)
- 2008: Midnight Blues (Blind Pig) mit James Cotton, Elvin Bishop, Lil' Ed Williams, Lonnie Brooks und Otis Clay
- 2009: Rough Dried Woman (Wolf Records) (Compilation, 1986–1992)
- 2010: Raising The Bar
- 2012: Bad Boy